# Vineta-provisorium

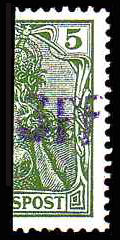
Vineta-provisorium

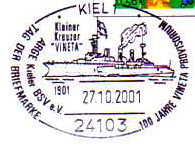
Speciale afstempeling ter herdenking van het Vineta-provisorium

Het Vineta-provisorium is een Duitse hulpuitgifte van een postzegel, op 13 april 1901 gemaakt aan boord van de SMS Vineta, een Duitse zware kruiser van de keizerlijke marine (Kaiserliche Marine). Omdat Germania-postzegels van 3 pfennig niet voorradig waren, werden postzegels van 5 pfennig doormidden geknipt en handmatig voorzien van een paarse handstempel-opdruk "3PF". De kassier verkocht deze geïmproviseerde postzegels aan de opvarenden. Post gefrankeerd met deze hulpuitgifte werd op 17 april 1901 vanuit Pernambuco (Brazilië) naar Duitsland verzonden. 
Zomer 1901 werd de bemanning van de Vineta afgelost om met de "Mainz" naar Duitsland terug te varen. Een paar zegels van het Vineta-provisorium zijn op de Mainz gebruikt en afgestempeld.
Er zijn slechts 600 exemplaren van deze postzegel uitgegeven, die vaak gewoon zijn gebruikt, zodat deze postzegel nogal zeldzaam is. 

## Vervalsingen
Er zijn veel vervalsingen van de postzegel in omloop. Daartoe werd een echte Germania-postzegel gehalveerd, in combinatie met een vervalsing van stempelopdruk, scheepsstempel en/of poststuk. Er bestaan zelfs zegels met een valse opdruk en het "echte" scheepsstempel, dat is geantedateerd. Sommige vervalsingen zijn eenvoudig te herkennen, zoals zegels met een watermerk (ringen) dat pas in 1907 werd ingevoerd. Allerlei rariteiten zijn uitsluitend bekend als vervalsing, zoals een kopstaande opdruk, een poststuk met vijf halve zegels, e.d.

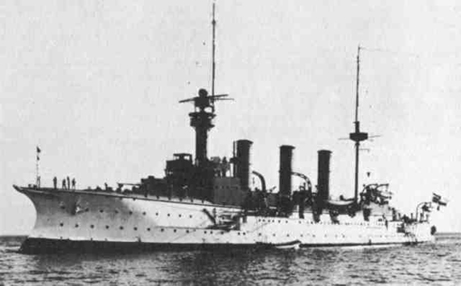
De kruiser SMS Vineta in 1904